# Simonida Rajčević
Simonida Rajčević cyr. Симонида Рајчевић,  (ur. 2 kwietnia 1974 w Belgradzie) – serbska malarka i artystka multimedialna.

## Życiorys
W 1997 ukończyła studia z zakresu malarstwa w Akademii Sztuk Pięknych w Belgradzie, a w 1999 uzyskała tytuł magistra sztuki. Dzięki stypendium DAAD kontynuowała naukę na studiach podyplomowych w Berlinie. W 2000 została zatrudniona na stanowisku asystenta w macierzystej uczelni w Belgradzie, a następnie docenta. W latach 2008-2010 pracowała w ramach profesury gościnnej na wydziale architektury Uniwersytetu Belgradzkiego. Od 1998 jest członkinią Serbskiego Związku Artystów Plastyków ULUS.

## Twórczość
Pierwsza wystawa indywidualna artystki została otwarta w 1995 w Studenckim Centrum Kultury w Belgradzie. Wystawiała także w Knjaževacu i w Erfurcie. Wiodącym tematem twórczości Simonidy Rajčević stała się kwestia demistyfikacji utrwalonych, stereotypowych relacji społecznych, kulturowych, a także relacji człowieka z naturą. W twórczości artystki przyroda i zjawiska atmosferyczne są postrzegane jako byty duchowe, o odrębnej tożsamości. Prace Simonidy Rajčević stanowia połączenie obrazu, tekstu i muzyki. W latach 2021-2022 prace artystki eksponowano na wystawie zbiorowej Among Women: Contemporary Art From Serbia w galerii 937 w Pittsburghu oraz w nowojorskim Bronx River Art Center.